# 怡和洋行大楼 (天津)
天津怡和洋行大楼是怡和洋行在中国天津建造的分行大楼。该分行开设于1867年，选址在天津英租界的主要街道维多利亚道（今解放北路157号），作为天津租界时代留存下来的重要建筑之一，该建筑目前是天津市文物保护单位和特殊保护等级历史风貌建筑。1936年7月1日，德华银行天津分行曾迁至此楼营业。

## 建筑
天津怡和洋行大楼建于1921年，为混合结构二层楼房。建筑布局呈对称结构，入口位于外立面中央，两边设有科林斯巨柱。建筑稳重而简洁，室内豪华而大气，是一座具有古典主义特征的建筑。

## 内部链接
- 怡和洋行
- 德华银行
- 怡和洋行大楼 (外滩)